# Château d'Embourg
Le château d'Embourg ou Ambourg est un château situé sur la commune de Souvigny (France).

## Localisation
Le château est situé sur la commune de Souvigny, dans le département de l'Allier, en région Auvergne-Rhône-Alpes, à 3 km au nord-ouest du bourg.

## Description
Le château actuel est une construction du XIXe siècle, avec des communs du XVIIIe siècle. Il reste une tour ronde à archères du XVe siècle, vestige d'un château antérieur.

## Historique
Aux XVe et XVIe siècles, la terre d'Embourg appartient à la famille (de) Milles, famille de magistrats de Souvigny, à laquelle appartient le jurisconsulte Jean de Mille, dit aussi Jean Milles de Souvigny. En juin 1591, Jean de Milles, écuyer, seigneur des Morelles et d'Écolettes (à Broût-Vernet), de Vodot et d'Embourg, officier de la maison du comte d'Auvergne, trésorier des finances de la généralité de Moulins, de religion réformée, est assassiné par les ligueurs au château de Montpensier.
Au XVIIe siècle, Embourg est la propriété d'une autre famille de magistrats : vers le milieu du siècle, le seigneur d'Embourg est Jean de Ninerolles, écuyer, capitaine-châtelain de Souvigny, fondateur du collège de Souvigny.